# Peperomia hildebrandtii
Peperomia hildebrandtii är en pepparväxtart som beskrevs av Wilhelm Vatke och C. Dc.. Peperomia hildebrandtii ingår i släktet peperomior, och familjen pepparväxter. Inga underarter finns listade i Catalogue of Life.